# Vzhodnogermanski jeziki
Vzhodnogermanski jeziki, imenovani tudi odrsko - vislski germanski jeziki, so skupina izumrlih germanskih jezikov, ki so jih govorila vzhodnogermanska ljudstva. Vzhodna germanščina je ena glavnih vej germanskih jezikov, skupaj s severnogermansko in zahodnogermansko.
Edini vzhodnogermanski jezik, katerega besedila so znana, je gotščina, poleg seznama besed in nekaj kratkih stavkov ohranjenih iz njegove sorodne krimske gotščine. Drugi vzhodnogermanski jeziki vključujejo vandalščino in burgundščino, čeprav so edini ostanki teh jezikov v obliki izoliranih besed in kratkih besednih zvez. Krimska gotščina naj bi se na izoliranih območjih Krima ohranila do 18. stoletja.

## Zgodovina
Vzhodna germanščina je domnevno izvirala s severa Srednje Evrope, zlasti sodobne Poljske, in verjetno celo prva veja, ki se je odcepila od protogermanskega jezika v prvem tisočletju pred našim štetjem.
Dolga leta je bila najmanj kontroverzna teorija o izvoru germanskih (in vzhodnogermanskih) jezikov tako imenovana goto-nordijska hipoteza: da izvirajo iz nordijske bronaste dobe južne Skandinavije in ob obali najsevernejših delov Nemčija.
Do 1. stoletja pred našim štetjem spisi Pomponija Mele, Plinija Starejšega in Tacita kažejo na razdelitev germansko govorečih ljudstev na velike skupine s skupnimi predniki in kulturo. (Ta delitev je bila prevzeta v sodobni terminologiji o delitvah germanskih jezikov.)
Na podlagi poročil Jordanesa, Prokopija, Pavla Diakona in drugih ter jezikovnih, toponimičnih in arheoloških dokazov so se vzhodnogermanska plemena, govorci vzhodnogermanskih jezikov, povezanih s severnogermanskimi plemeni, preselila iz Skandinavije v območje, ki leži vzhodno od Labe. Pravzaprav je skandinavski vpliv na Pomeranijo in današnjo severno Poljsko od c. 1300–1100 pr. n. št. (podobdobje nordijske bronaste dobe III) bil tako velik, da je ta regija včasih vključena v nordijsko bronastodobno kulturo (Dabrowski 1989:73).
Obstajajo tudi arheološki in toponimski dokazi, ki kažejo, da so Burgundi živeli na danskem otoku Bornholm (stara norveščina: Burgundaholmr), in da so Rugi živeli na norveški obali Rogalanda (stara norveščina: Rygjafylki).

## Skupine
Zgodovinar iz 6. stoletja Prokopij trdi, "saj vsi so arijanske vere in imajo en jezik, imenovan gotski", medtem ko se sklicuje na Gote, Vandale, Vizigote in Gepide. Možna vzhodnogermansko govoreča plemena vključujejo:
- Bastarne
- Burgundi
- Goti
  - Krimski Goti
  - Gepidi
  - Grevtungi
  - Ostrogoti
  - Tervingi
  - Vizigoti
- Heruli
- Lemovi
- Lugi
  - Buri
  - Diduni
  - Hari
  - Helisi
  - Helvekoni
  - Manimi
  - Nahanarvali
- Rugijci
- Skiri
- Vandali
  - Hasdingi
  - Silingi
- Vidivari